# Ecklesiastikexpeditionen
Ecklesiastikexpeditionen, inrättad 1789, var en av Gustav III inrättad statsexpedition för handläggningen av de kyrkliga ärendena, vilka förut tillhört civilexpeditionen.
Denna första Ecklesiastikexpedition avvecklades dock redan 1793, och civilexpeditionen övertog åter dess uppgifter. Genom 1809 års kansliordning återupplivades Ecklesiastikexpeditionen med något vidgat verksamhetsområde (undervisningsväsen, sjuk- och fattigvård med mera) och ägde därefter bestånd till 1840, då det i samband med departementalreformen ombildades till ecklesiastikdepartementet.
Expeditionschef var under åren 1789-1793 var biskop Olof Wallquist, som dock inte hade titeln statssekreterare. Från och med 1809 leddes dock ecklesiastikexpeditionen, liksom övriga statsexpeditionener, av en statssekreterare.

## Statssekreterare
- 1809-1822: Nils von Rosenstein
- 1822-1831: Anders Carlsson af Kullberg
- 1831-1838: August von Hartmansdorff
- 1838-1840: Christoffer Isac Heurlin